# Cambaxirra-cinzenta
Carriça-dentada ou cambaxirra-cinzenta (Odontorchilus cinereus) é uma espécie de ave da família Troglodytidae.
Pode ser encontrada nos seguintes países: Bolívia e Brasil.
Os seus habitats naturais são: florestas subtropicais ou tropicais húmidas de baixa altitude.